# ۱۳۲۷ (میلادی)
۱۳۲۷ (میلادی) هزار و سیصد و بیست و هفتمین سال تقویم میلادی است.

## درگذشتگان
- سپتامبر - ادوارد دوم، پادشاه انگلستان (ت. ۱۲۸۴)

‎